# Desmia anitalis
Desmia anitalis là một loài bướm đêm trong họ Crambidae.